# Åkertistelsmott
Åkertistelsmott, Anania perlucidalis, är en fjärilsart som först beskrevs av Jacob Hübner 1809.   Enligt Artfakta ingår åkertistelsmott i släktet Anania men enligt Catalogue of Life är tillhörigheten istället släktet Pyrausta. Enligt båda källorna tillhör åkertistelsmott familjen gräsmott, Crambidae. Arten har livskraftiga (LC) populationer i både Sverige och i Finland. Inga underarter finns listade i Catalogue of Life.

## Bildgalleri

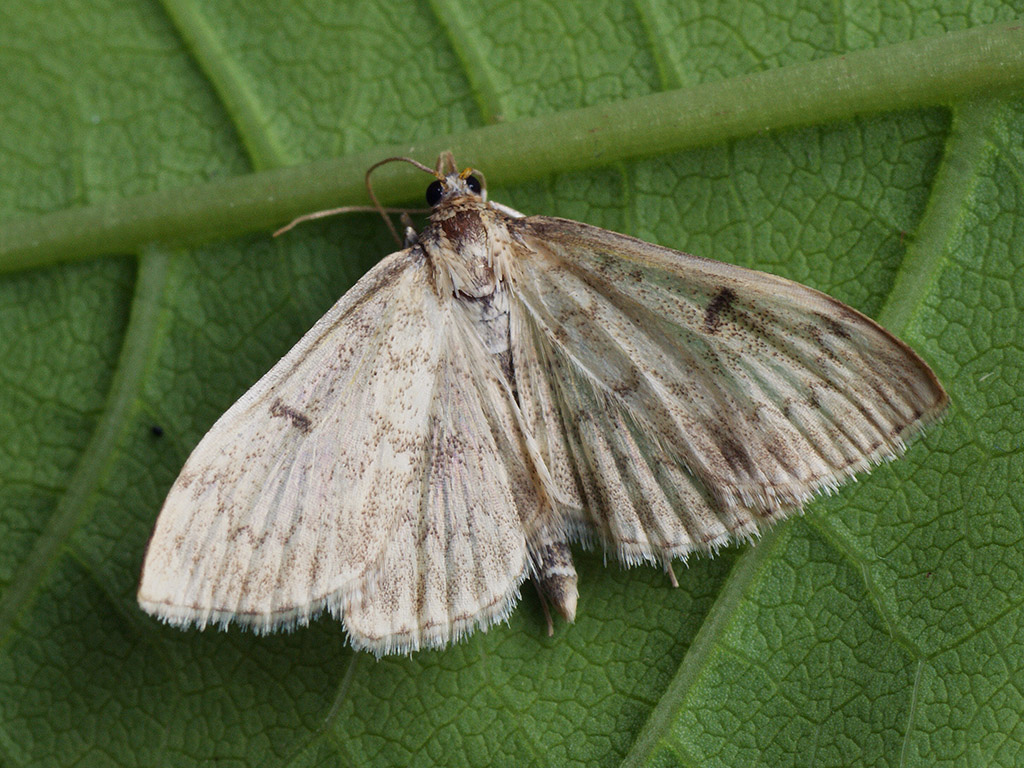
Imago fjäril
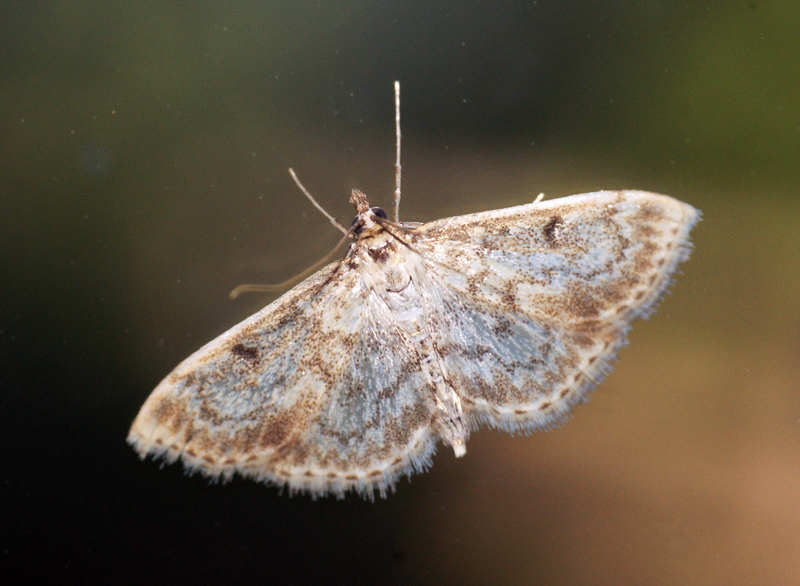
En vältecknad individ.
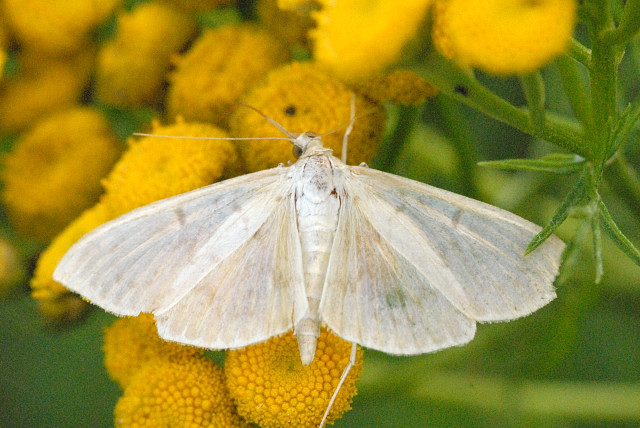
En sliten individ.
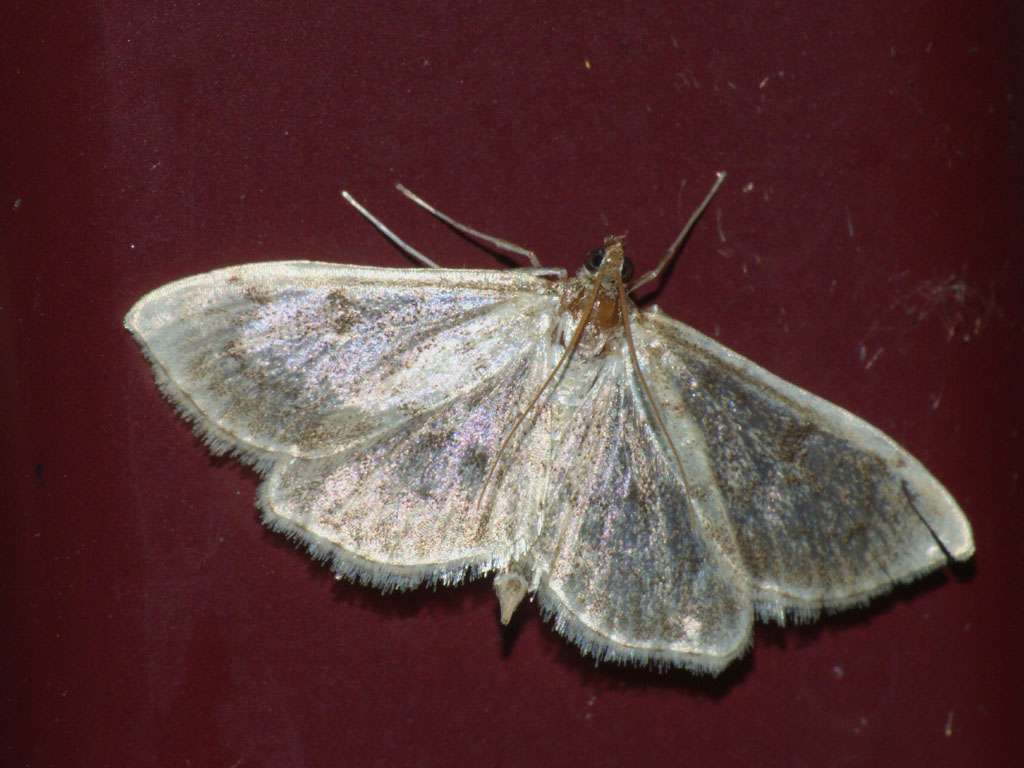
Ett skimmer från kamerans blixt syns i vissa vinklar